# 강서경 (테니스 선수)
강서경(1989년 1월 29일~)은 대한민국의 테니스 선수이다. 대한민국 국가대표로 2018년 아시안 게임에 참가했다.